# La Foule
Que nadie sepa mi sufrir (Che nessuno sappia che sto soffrendo) è una canzone in lingua spagnola del 1936, composta da Ángel Cabral con parole di Enrique Dizeo (entrambi argentini), cantata da diversi interpreti tra cui Alberto Castillo nel 1953. In Francia il brano è stato adattato nel testo da Michel Rivgauche con il titolo di La Foule (La folla), ed è stato interpretato da Édith Piaf nel 1957; la cantante francese aveva apprezzato l'originale durante il proprio tour dello stesso anno in America Latina.

## Il brano
La canzone è composta da due strofe e un ritornello ripetuto alla fine di ciascuna di esse con alcune variazioni nel testo.
Nella prima strofa la protagonista si ricorda di una città in festa, con la gente in preda al delirio di balli, danze e canti sotto un sole cocente; mentre cerca di farsi strada tra la folla, la donna si ferma e un uomo indietreggia, e la folla lo spinge tra le sue braccia.
I due vivono un attimo di estasi, nel quale entrambi gioiscono del contatto reciproco; ma la stessa folla che li ha uniti, nella seconda strofa li separa trascinando via l'uomo.
In mezzo a tutta la confusione, lei piange, grida e batte i pugni per riavere indietro l'uomo che la folla le aveva donato, ma i suoi lamenti vengono soffocati dal vociare. Lei non troverà mai più quell'uomo.

## Altre versioni
Una versione house di La Foule è incisa da Cassita nel 1998.
Nel 2011, il cantante francese Youssoupha pubblica La Foule part 2, versione in cui è campionata la voce di Édith Piaf. Il brano è contenuto nel suo EP En noir et blanc (En attendant Noir Désir).